# Фомальгаут (футбольный клуб)
«Фомальгаут» — бывший футбольный клуб из города Борисов, Беларусь.

## История
Команда была основана в 1986 году под названием «Автомобилист». До 1992 года выступала в чемпионате БССР, с 1989 года — под названием «Березина». С 1992 года — участник первенства Беларуси. В 1995 году клуб, уже под названием «Фомальгаут», пробился во Вторую лигу и в осеннем первенстве 1995 года был близок к переходу в высший дивизион — Первую лигу.
Весной 1996 года у команды возникли финансовые проблемы. В это же время местными властями было обращено внимание на факт активного использования командой легионеров, так, восемь игроков и весь тренерский штаб были из Украины. Глава города в отношении данной ситуации высказывался негативно, говоря о нецелесообразности создания рабочих мест для футболистов-иностранцев и финансировании такого клуба. В результате при участии руководства Борисовского завода автотракторного электрооборудования было решено воссоздать команду БАТЭ. Предприниматель Анатолий Капский, оказывавший некоторую помощь «Фомальгауту», стал президентом ФК БАТЭ, а «Фомальгаут» в ходе сезона 1996 года снялся с соревнований и прекратил своё существование.
В феврале 1996 года на предсезонных сборах команда принимала участие в Кубке Президента Туркменистана.

## Названия
- 1986—1989: «Автомобилист»
- 1989—1993: «Березина»
- 1994—1996: «Фомальгаут»

## Результаты
| Первенство | Первенство        | Первенство        | Первенство | Первенство              | Первенство              | Первенство              | Первенство              | Первенство              | Первенство              | Кубок                 | Примечания                        |
| Сезон      | Лига              | Лига              | Место      | И                       | В                       | Н                       | П                       | Мячи                    | О                       | Кубок                 | Примечания                        |
| ---------- | ----------------- | ----------------- | ---------- | ----------------------- | ----------------------- | ----------------------- | ----------------------- | ----------------------- | ----------------------- | --------------------- | --------------------------------- |
| 1992       | Третья лига (Д3)  | Третья лига (Д3)  | 7 из 16    | 15                      | 7                       | 3                       | 5                       | 19-17                   | 17                      | 1/32 (тех. поражение) |                                   |
| 1992/93    | Третья лига (Д3)  | Третья лига (Д3)  | 8 из 16    | 30                      | 13                      | 3                       | 14                      | 49-55                   | 29                      | —                     |                                   |
| 1993/94    | Третья лига (Д3)  | Третья лига (Д3)  | 4 из 18    | 34                      | 20                      | 9                       | 5                       | 70-23                   | 49                      | —                     |                                   |
| 1994/95    |                   | зона А            | 1 из 12    | 22                      | 17                      | 4                       | 1                       | 49-7                    | 38                      | 1/8                   | Выход во Вторую лигу              |
| 1995       | Вторая лига (Д-2) | Вторая лига (Д-2) | 3 из 15    | 14                      | 8                       | 4                       | 2                       | 24-13                   | 28                      | 1/4                   |                                   |
| 1996       | Вторая лига (Д-2) | Вторая лига (Д-2) | —          | Результаты аннулированы | Результаты аннулированы | Результаты аннулированы | Результаты аннулированы | Результаты аннулированы | Результаты аннулированы | —                     | Снялся после 8-го тура первенства |